# 吹雪 (ゴヤ)
『吹雪』（ふぶき、西: La nevada, 英: The Snowstorm）あるいは『冬』（ふゆ、西: El Invierno, 英: The Winter）は、スペインのロマン主義の巨匠フランシスコ・デ・ゴヤが1786年に制作した風俗画である。油彩。エル・パルド王宮を装飾するタペストリーのカルトン（原寸大原画）のうち、1786年から1787年にかけて制作された《四季》連作と呼ばれるカルトンの1つ。冬の季節を主題としている。現在はマドリードのプラド美術館に所蔵されている。また油彩による準備習作がアメリカ合衆国イリノイ州のシカゴ美術館に所蔵されている。

## 制作経緯
ゴヤは生涯で6期63点におよぶタペストリーのためのカルトンの連作を制作した。前作から6年後の1786年から1787年にかけて制作された《四季》連作は第5期にあたり、エル・パルド王宮にあるスペイン国王カルロス3世の会談の間を装飾するため、計13点のカルトンが制作された。ゴヤは友人の商人マルティン・サパテールに宛てた1786年9月12日付の手紙で、《四季》連作のためいくつかの下絵を制作中であると述べているが、おそらく宮殿の部屋を間違えて、王太子夫妻（後のスペイン国王カルロス4世とマリア・ルイサ）の食堂装飾のためのものとしている。しかし《四季》連作のサイズはいずれも王太子夫妻の食堂とはほとんど適合せず、そもそもこの部屋にはすでにゴヤが1776年から1777年にかけて制作した2期連作に基づくタペストリーが設置されていた。13点のカルトンのうち現存するのは12点で、ゴヤは本作品および『花売り娘、あるいは春』（Las floreras o La Primavera）、『脱穀場、あるいは夏』（La era o El Verano）、『ブドウ摘み、あるいは秋』（La vendimia o El Otoño）、『マスティフを連れた子供たち』（Niños con perros de presa）、『猫の喧嘩』（Riña de gatos）、『木の枝にとまったカササギ』（La marica en un árbol）、『噴水のそばの貧しい人々』（Los pobres en la fuente）、『傷を負った石工』（El albañil herido）、『泉のそばの狩人』（Cazador al lado de una fuente）、『ダルザイナを演奏する羊飼い』（Pastor tocando la dulzaina）、『雄羊に乗った少年』（El niño del carnero）を制作した。本作品は1786年の秋に描かれた。

## 作品
ゴヤは吹雪に抗いながら雪に覆われた荒涼とした風景を歩く5人の男を描いている。彼らは分厚い服を着込み、寒さから身を守っているが、その表情は疲労を隠すことができない。特に苦しそうなのは画面中央を歩く3人組の農民である。彼らは食料（おそらく豚）を買おうとして失敗したらしい。帰路に就く3人は手に何も持っておらず、その視線は寒さと空腹を示している。この3人組のうち最も後方にいる男は登場人物の中で唯一、鑑賞者のほうを見つめている。彼らのうち2人はカスティーリャ地方の質素な服、後方の1人はバレンシア地方の服を着ており、いずれもサモラの毛布で覆っている。もっと身なりの良い別の2人の人物は、おそらく裕福な家の召使いで、先頭を歩いている男は散弾銃で武装しており、後方の男は巨大な豚をロバの背中に乗せて運んでいる。農民の飢えた犬は最前景の少し離れた場所を歩いている。犬は不安を感じているのか、尻尾を後脚の間まで下げて男たちを見つめており、彼らが豚をめぐって争うことを予見している。

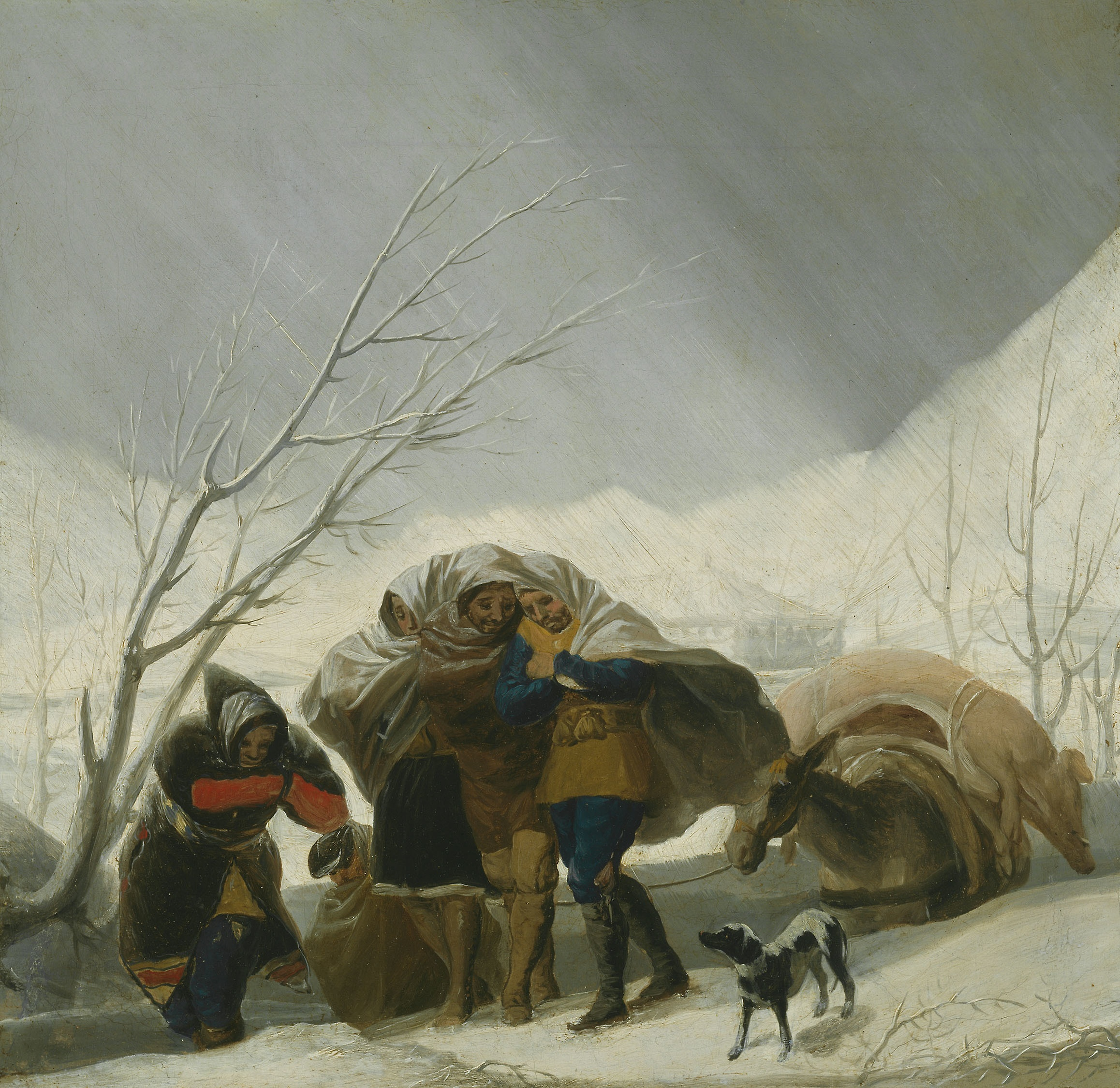
準備習作。シカゴ美術館所蔵。

ゴヤの冬を表現する方法は革新的である。伝統的に冬の寓意は冷たい風と寒さから身を守り、身体を温める2人の老人が描かれたが、伝統的な図像の使用を避けて冬を表現する独自の方法を選択した。豚は伝統的に屠殺が行われる冬と関係があり、大地を覆う雪の白と灰色の空とのコントラスト、木の枝を曲げるほどに強烈な風、人々が分厚い服装をせざるを得ない寒さは、冬の風景の荘厳さを呼び起こす。本作品は《四季》連作のどのカルトンよりも季節の感覚をよく表現している。
準備習作と比較するといくつかの変更点が確認できる。準備習作ではゴヤは急激な吹雪を表現するために斜めの筆遣いを多用しているが、完成作では用いていない。代わりに寒さと風は人物の感覚と姿勢で表現しており、背景の家屋を省略し、2組の男たちの間の空間を拡大したため、風景ははるかに広大で荒涼としている。こうした変更は、パノラマの風景を描くためにより広い視点と、灰色の空と白い雪のより強いコントラストを必要とした結果であろう。
本作品とゴヤが以前に描いたカルトンの間には根本的な変化が見られる。ゴヤは楽しい景色や、マホとマハの戯れといったテーマを捨て、社会的なテーマ、貧しい人々や農民、労働者を描いた。このリアリズムな社会観は文学にふさわしく、ゴヤとの類似点を詩人フアン・メレンデス・バルデスの作品に見出せる。
美術史家ホセ・マヌエル・アルナイス（José Manuel Arnaiz）は、鑑賞者を見つめている男はゴヤの自画像であると考えている。

## 来歴
サンタ・バルバラ王立タペストリー工場で制作されたタペストリーは翌1788年12月にカルロス3世が死去したため、王宮内の本来の場所に飾られることはなかった。カルトンはおそらく王立タペストリー工場で保管されたのち、1856年から1857年にオリエンテ宮殿の地下室に移された。1870年1月18日と2月9日の王命によりプラド美術館に収蔵された。

## ギャラリー
他の《四季》連作のカルトン
現在『雄羊に乗った少年』のみシカゴ美術館に所蔵されている。

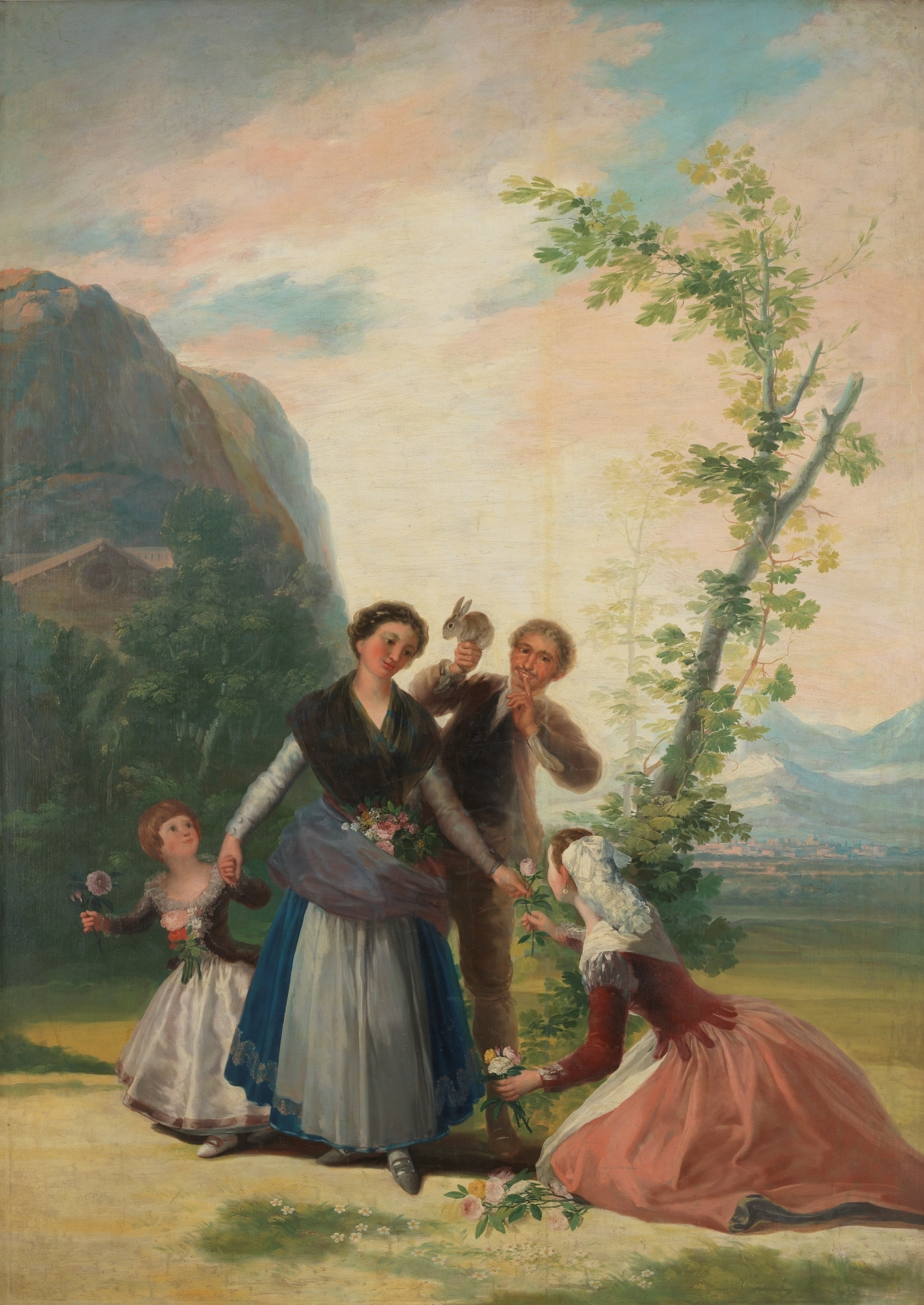
『花売り娘、あるいは春』1786年
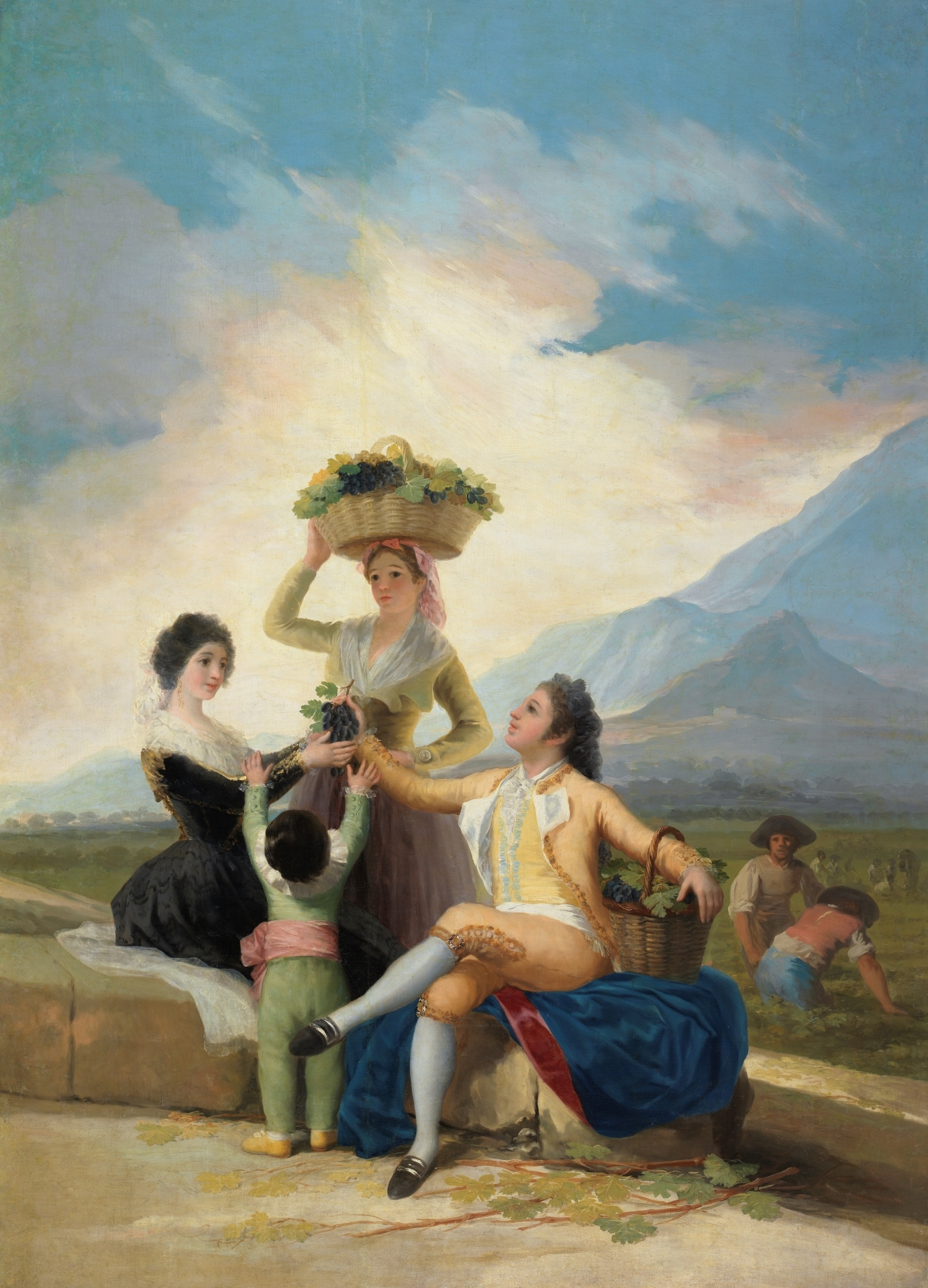
『ブドウ摘み、あるいは秋』1786年
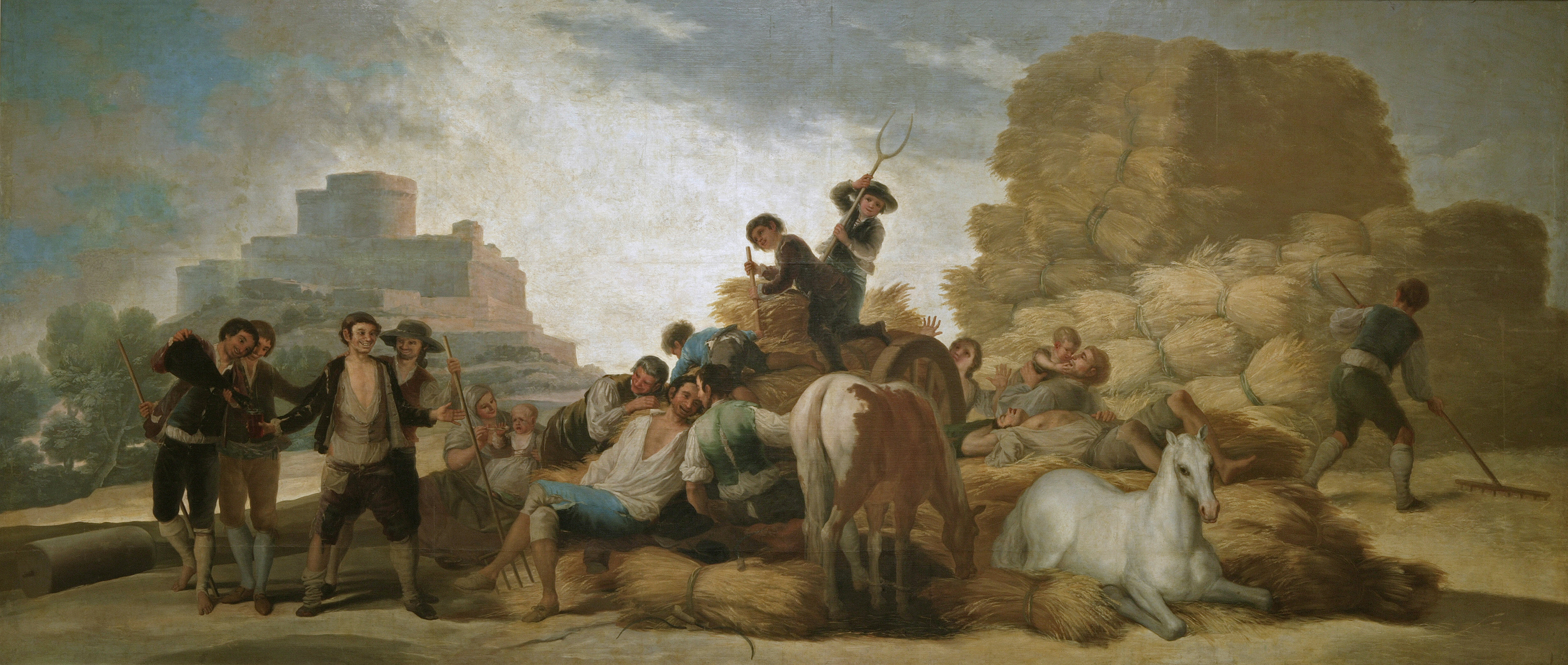
『脱穀場、あるいは夏』1786年
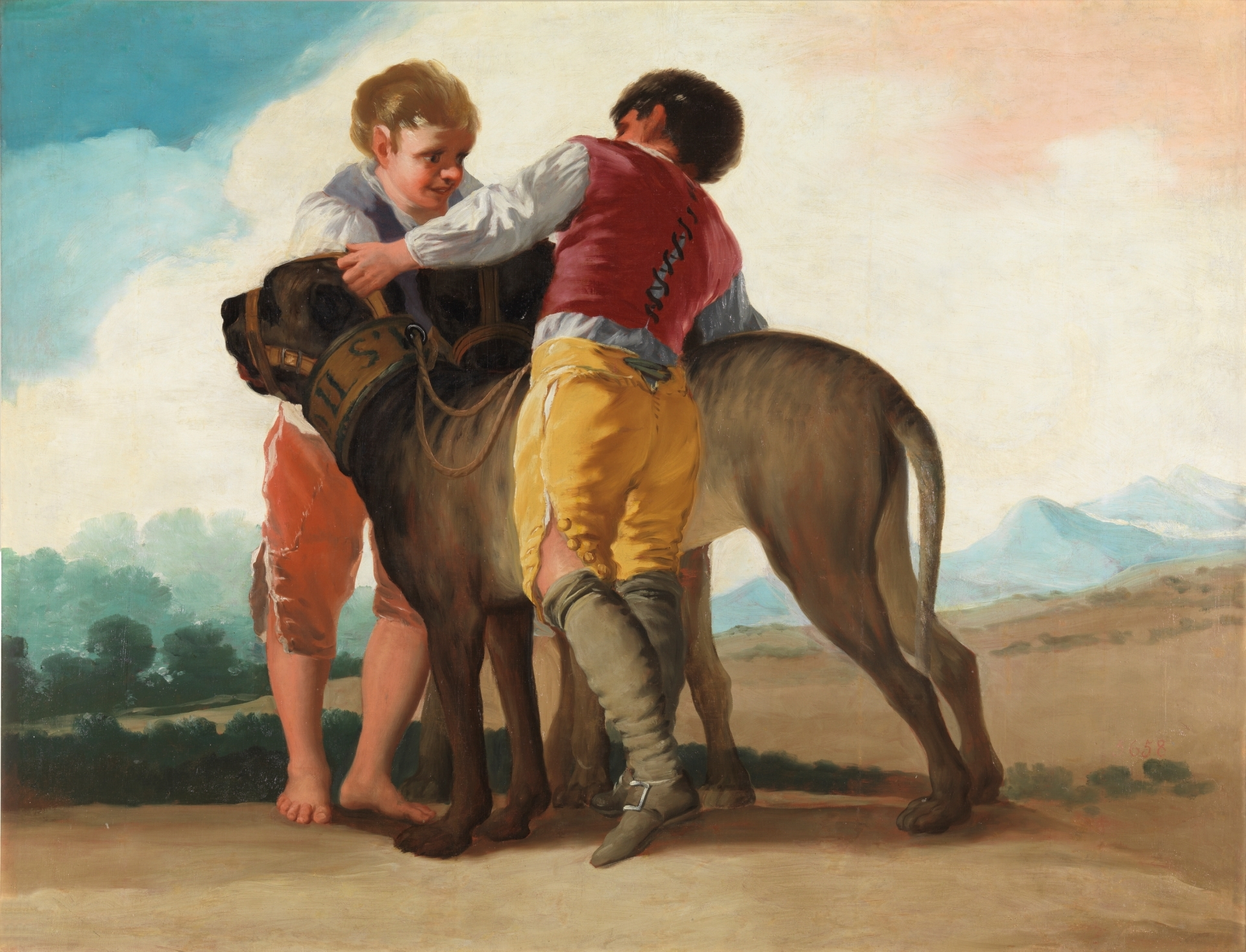
『マスティフを連れた子供たち』1786年
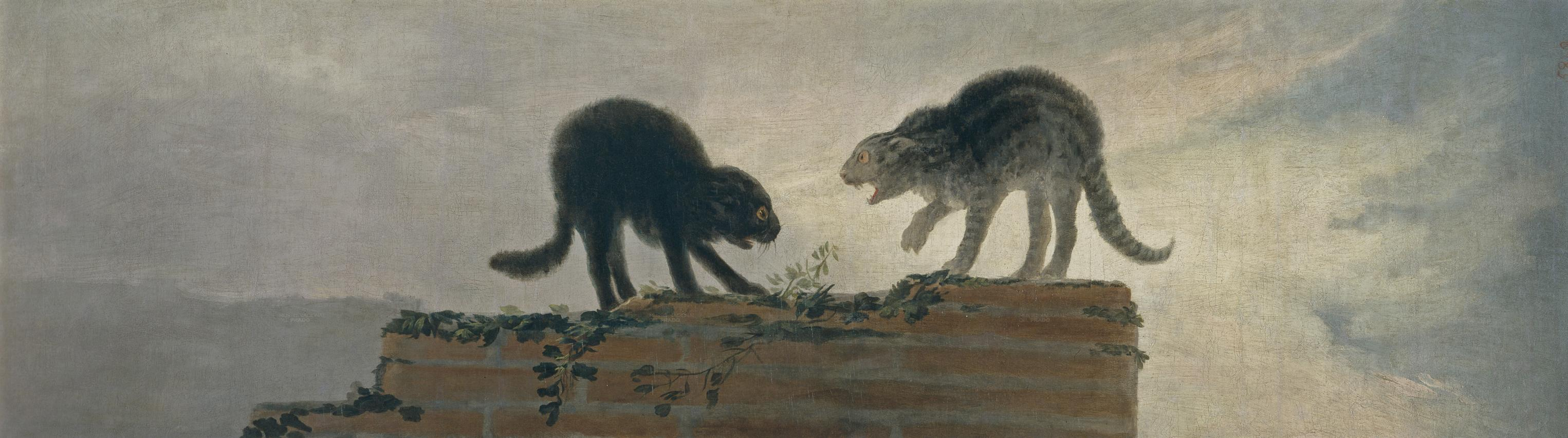
『猫の喧嘩』1786年
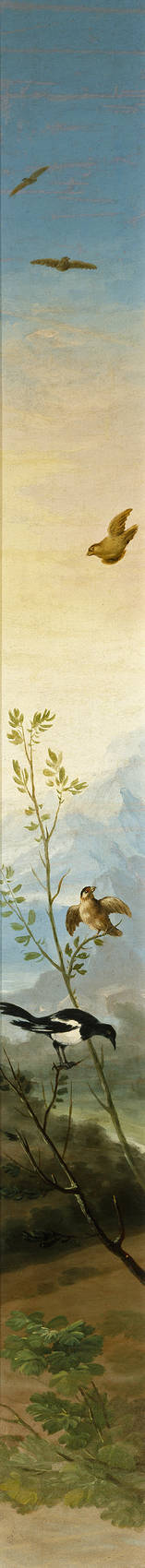
『木の枝にとまったカササギ』1786年
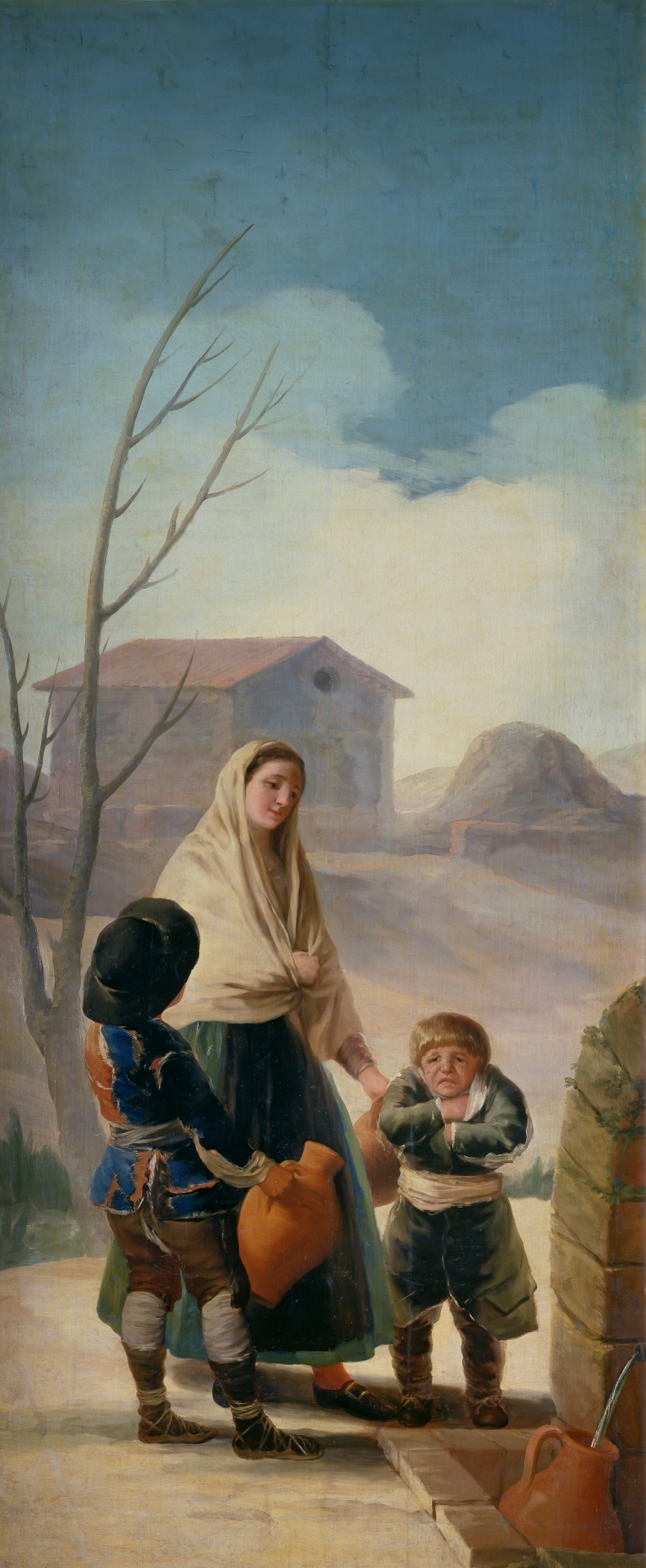
『噴水のそばの貧しい人々』1786年-1787年
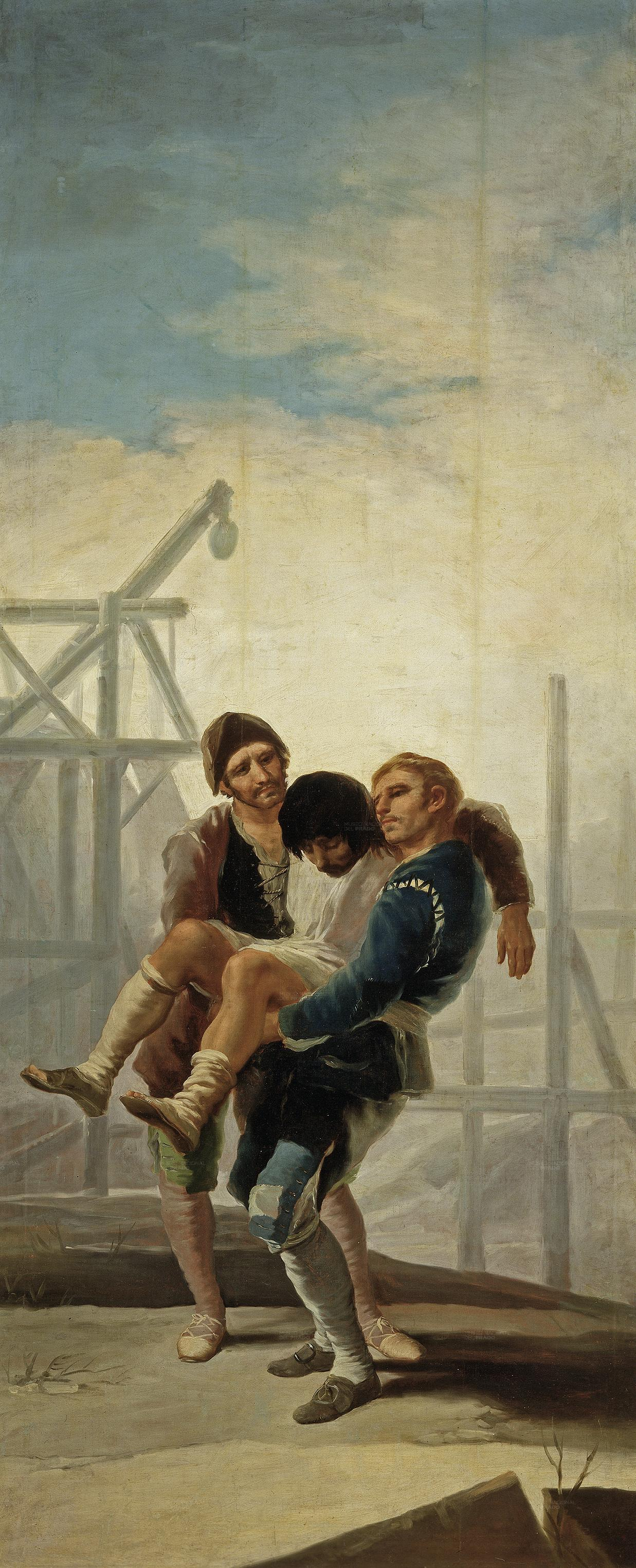
『傷を負った石工』1786年-1787年
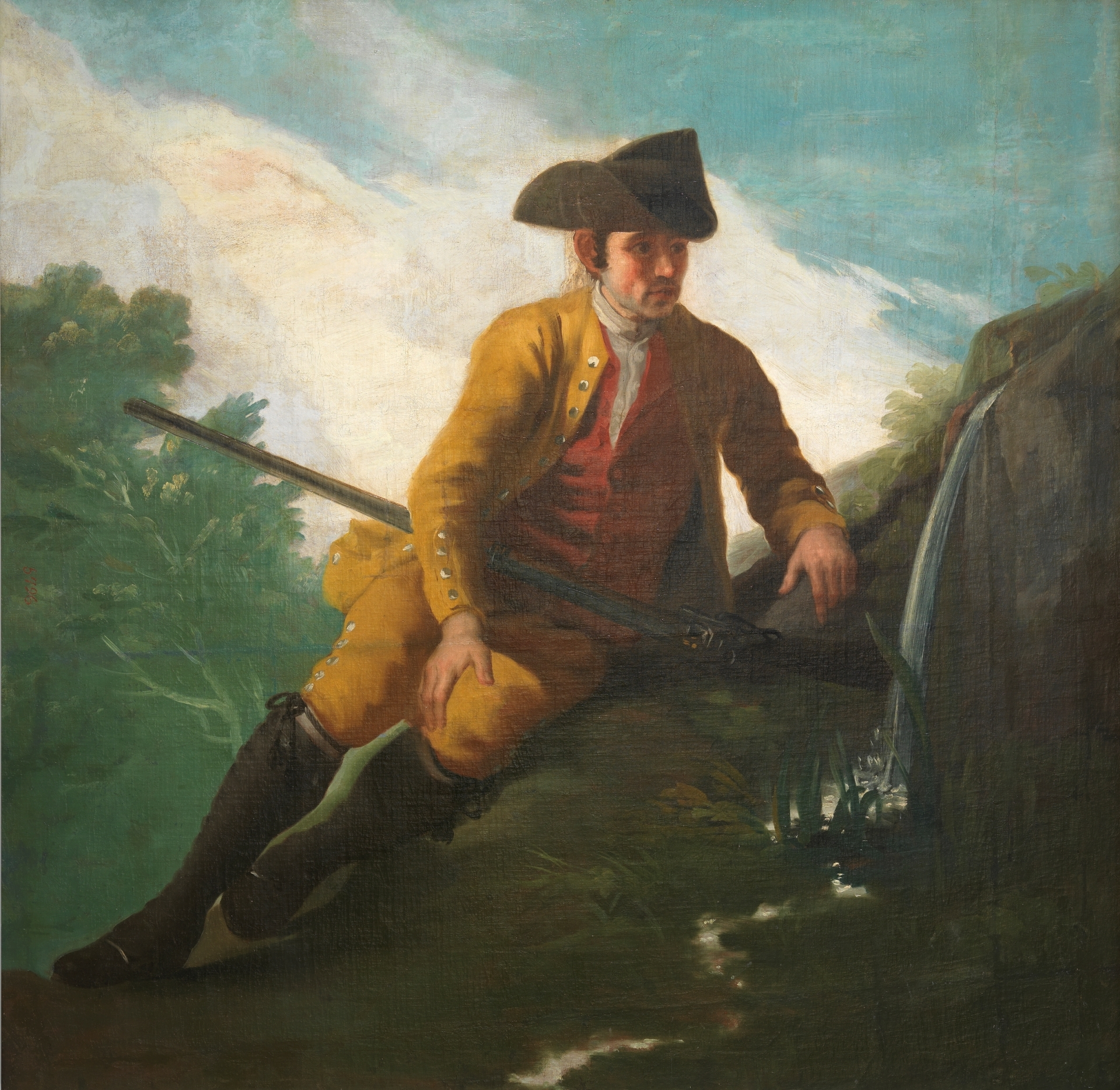
『泉のそばの狩人』1786年-1787年
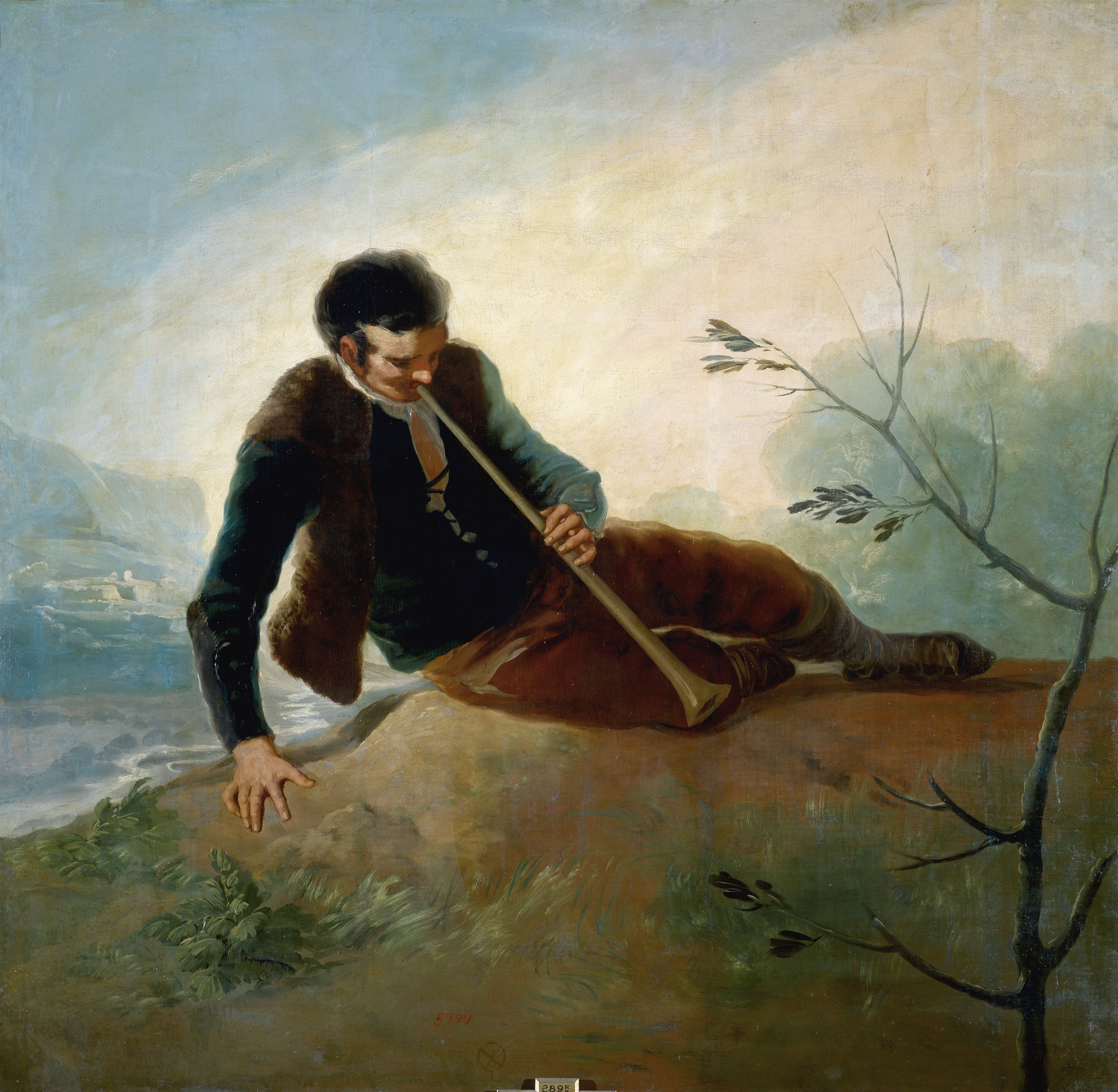
『ダルザイナを演奏する羊飼い』1786年-1787年
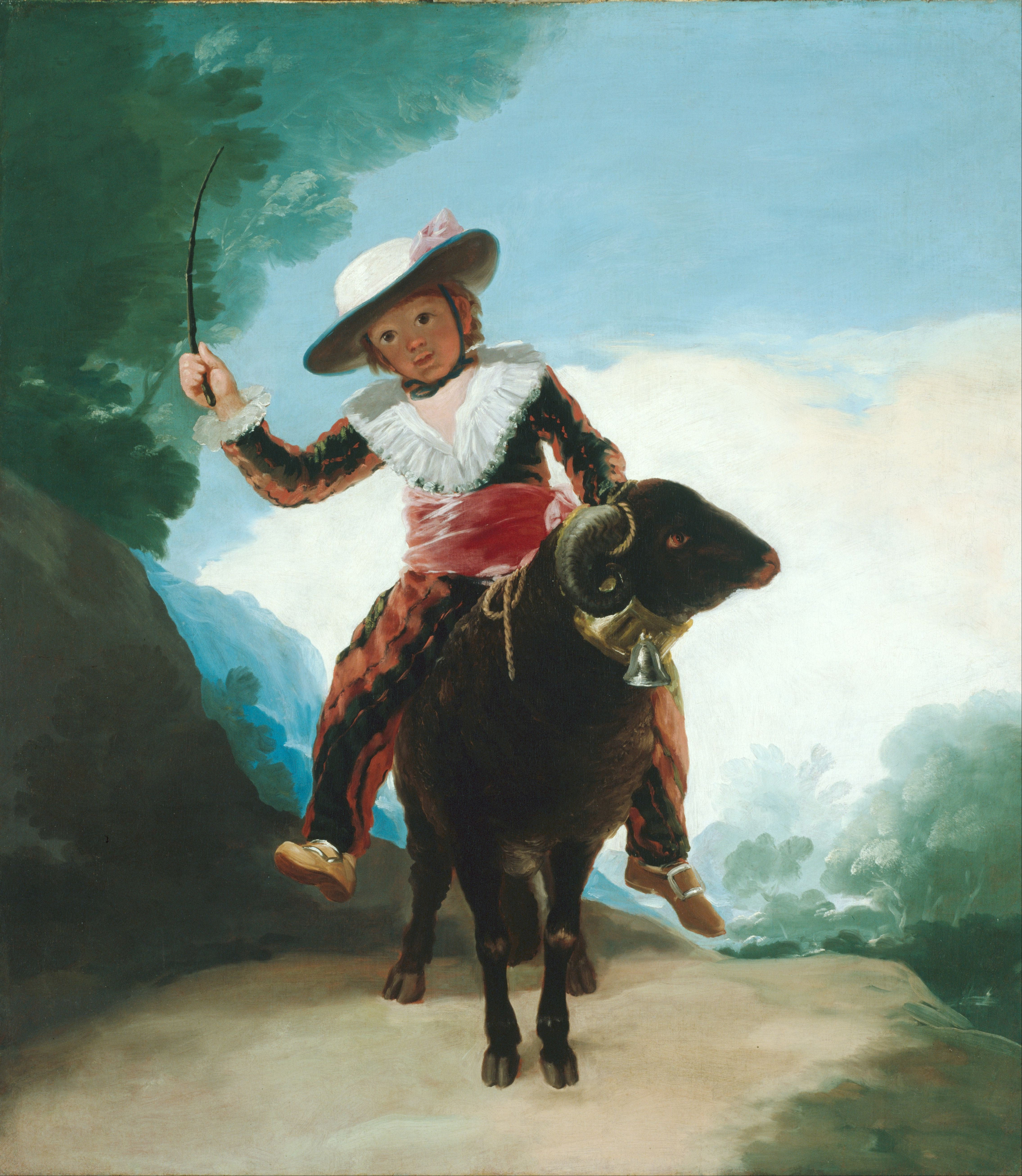
『雄羊に乗った少年』1786年-1787年 シカゴ美術館所蔵